# Noel Hunt
Noel Hunt (Waterford, 26 de diciembre de 1982) es un exfutbolista y entrenador irlandés que jugaba de delantero. Desde diciembre de 2024 dirige al Reading F. C. de la EFL League One.

## Trayectoria
En noviembre de 2018 se retiró como futbolista tras jugar los últimos meses de su carrera en el Waterford F. C. de su ciudad natal y se unió al cuerpo técnico del Swindon Town F. C. En noviembre de 2020, con la marcha de Richie Wellens, ejerció de entrenador de manera interina antes de abandonar el club en diciembre.
Tras ser nuevamente asistente de Richie Wellens en el Doncaster Rovers F. C., regresó al Reading F. C. en febrero de 2022 para dirigir al equipo sub-23. En abril del año siguiente, después del despido de Paul Ince y con el primer equipo peleando por la permanencia en la EFL Championship, fue nombrado entrenador interino hasta final de temporada. El 6 de diciembre de 2024, tras la marcha de Rubén Sellés al Hull City A. F. C., volvió a hacerse cargo del primer equipo y firmó un contrato hasta junio de 2027.

## Selección nacional
Fue internacional con la selección de Irlanda en tres ocasiones entre 2008 y 2009.

## Clubes

### Como jugador
| Club                        | País       | Año       |
| --------------------------- | ---------- | --------- |
| Shamrock Rovers F. C.       | Irlanda    | 2001-2003 |
| Waterford F. C. (cedido)    | Irlanda    | 2001-2002 |
| Dunfermline Athletic F. C.  | Escocia    | 2003-2006 |
| Dundee United F. C.         | Escocia    | 2006-2008 |
| Reading F. C.               | Inglaterra | 2008-2013 |
| Leeds United F. C.          | Inglaterra | 2013-2015 |
| Ipswich Town F. C. (cedido) | Inglaterra | 2014-2015 |
| Ipswich Town F. C.          | Inglaterra | 2015      |
| Southend United F. C.       | Inglaterra | 2015-2016 |
| Portsmouth F. C.            | Inglaterra | 2016-2017 |
| Wigan Athletic F. C.        | Inglaterra | 2017-2018 |
| Waterford F. C.             | Irlanda    | 2018      |

### Como entrenador
| Equipo                        | Div.                | Temporada           | Liga  | Liga | Liga | Liga | Liga |       | Copa | Copa | Copa | Copa  |   | Internacional | Internacional | Internacional | Internacional | Internacional |   | Otros | Otros | Otros | Otros |    | Totales     | Totales | Totales | Totales | Totales | Totales | Totales | Totales | Totales |
| Equipo                        | Div.                | Temporada           | Part. | G    | E    | P    | Pos. | Part. | G    | E    | P    | Part. | G | E             | P             | Pos.          | Part.         | G             | E | P     | Part. | G     | E     | P  | Rendimiento | GF      | GC      | Dif.    |         |         |         |         |         |
| ----------------------------- | ------------------- | ------------------- | ----- | ---- | ---- | ---- | ---- | ----- | ---- | ---- | ---- | ----- | - | ------------- | ------------- | ------------- | ------------- | ------------- | - | ----- | ----- | ----- | ----- | -- | ----------- | ------- | ------- | ------- | ------- | ------- | ------- | ------- | ------- |
| Swindon Town F. C. Inglaterra | 4.ª                 | 2020-21             | -     | -    | -    | -    | -    | 1     | 0    | 0    | 1    | -     | - | -             | -             | -             | 1             | 1             | 0 | 0     | 2     | 1     | 0     | 1  | 50%         | 2       | 2       | +0      |         |         |         |         |         |
| Swindon Town F. C. Inglaterra | Total               | Total               | -     | -    | -    | -    | -    | 1     | 0    | 0    | 1    | -     | - | -             | -             | -             | 1             | 1             | 0 | 0     | 2     | 1     | 0     | 1  | 50%         | 2       | 2       | +0      |         |         |         |         |         |
| Reading F. C. Inglaterra      | 2.ª                 | 2022-23             | 5     | 0    | 3    | 2    | 22.º | -     | -    | -    | -    | -     | - | -             | -             | -             | -             | -             | - | -     | 5     | 0     | 3     | 2  | 20%         | 3       | 6       | -3      |         |         |         |         |         |
| Reading F. C. Inglaterra      | 3.ª                 | 2024-25             | 29    | 12   | 9    | 8    | 7.º  | 1     | 0    | 0    | 1    | -     | - | -             | -             | -             | 1             | 0             | 1 | 0     | 31    | 12    | 10    | 9  | 49.46%      | 41      | 37      | +4      |         |         |         |         |         |
| Reading F. C. Inglaterra      | 3.ª                 | 2025-26             | 3     | 0    | 0    | 3    | -    | 1     | 1    | 0    | 0    | -     | - | -             | -             | -             | 0             | 0             | 0 | 0     | 4     | 1     | 0     | 3  | 25%         | 3       | 7       | -4      |         |         |         |         |         |
| Reading F. C. Inglaterra      | Total               | Total               | 37    | 12   | 12   | 13   | -    | 2     | 1    | 0    | 1    | -     | - | -             | -             | -             | 1             | 0             | 1 | 0     | 40    | 13    | 13    | 14 | 43.33%      | 47      | 50      | -3      |         |         |         |         |         |
| Total en su carrera           | Total en su carrera | Total en su carrera | 37    | 12   | 12   | 13   | -    | 3     | 1    | 0    | 2    | -     | - | -             | -             | -             | 2             | 1             | 1 | 0     | 42    | 14    | 13    | 15 | 43.65%      | 49      | 52      | -3      |         |         |         |         |         |
| 1. 2.                         |                     |                     |       |      |      |      |      |       |      |      |      |       |   |               |               |               |               |               |   |       |       |       |       |    |             |         |         |         |         |         |         |         |         |

#### Resumen por competiciones
| Competición      | Partidos | Ganados | Empatados | Perdidos | %      | Resultado     |
| ---------------- | -------- | ------- | --------- | -------- | ------ | ------------- |
| EFL League One   | 32       | 12      | 9         | 11       | 46.88% | 7.º lugar     |
| EFL Championship | 5        | 0       | 3         | 2        | 20%    | 22.º lugar    |
| FA Cup           | 2        | 0       | 0         | 2        | 0%     | Tercera ronda |
| EFL Cup          | 1        | 1       | 0         | 0        | 100%   | En disputa    |
| EFL Trophy       | 2        | 1       | 1         | 0        | 66.67% | Segunda ronda |
| Total            | 42       | 14      | 13        | 15       | 43.65% | Sin títulos   |

## Palmarés

### Campeonatos nacionales
| Título           | Club          | País       | Año  |
| ---------------- | ------------- | ---------- | ---- |
| EFL Championship | Reading F. C. | Inglaterra | 2012 |